# 檜垣幸人
檜垣 幸人（ひがき ゆきと、1962年7月12日 - ）は、日本の実業家。今治造船の代表取締役社長。今治.夢スポーツ・日本シップヤード取締役。今治商工会議所会頭。

## 経歴
愛媛県今治市出身。慶應義塾大学法学部法律学科卒業。
2005年10月に死去した檜垣榮治社長の後任として今治造船代表取締役社長に就任。2025年6月には日本造船工業会の会長に就任。日本造船工業会では三菱重工業や川崎重工業、IHIなど重工系のトップが会長を務めていたが、専業造船では初の会長就任となった。

### 略歴
- 1985年3月 - 慶應義塾大学法学部法学部法律学科卒業。
- 1985年4月 - 今治造船入社。三井物産に出向[4]。
- 1998年6月 - 取締役社長室長
- 2000年6月 - 常務取締役
- 2004年6月 - 専務取締役　専務執行役員営業本部長
- 2005年6月 - 代表取締役専務取締役　専務執行役員
- 2005年10月 - 代表取締役社長　社長執行役員（現任）
- 2018年9月 - 今治.夢スポーツ取締役（現任）[5]
- 2022年11月 - 今治商工会議所会頭（現任）
- 2025年6月 - 日本造船工業会会長（現任）

## 人物
- 今治造船でグループ社主の檜垣俊幸の長男である。